# 小田茶臼塚古墳
小田茶臼塚古墳（おだちゃうすつかこふん）は、福岡県朝倉市小田572番地にある古墳時代中期（5世紀）の前方後円墳。国の史跡（1979年（昭和54年）9月4日指定）。

## 概要
筑後平野東端部、筑後川支流の佐田川右岸に位置する。
地元では古くから知られており1798年（寛政10年）の加藤一純・鷹取周成著『筑前国続風土記附録』や1863年（文久3年）の青柳種信著『筑前国続風土記拾遺』でも触れられている。
1928年（昭和3年）に道路建設により南東部の後円部の一部が破壊され、玄室が開口した。この道路建設の際に当時の朝倉中学校（現・朝倉高等学校）の一教師が調査を行い、出土した副葬品の多くが現在でも同校で保管されている。その後、墳墓の残った部分は長い間放置されていたが、1974年（昭和49年）から翌1975年（昭和50年）に朝倉高校史学部OBが墳墓と出土品の調査研究を行い、1978年（昭和53年）に当時の甘木市教育委員会が本格的な発掘調査を実施した。
墳丘全長54.5 m 、後円部径39.7 m 、前方部長さ14.5 m 、前方部幅25 m 、くびれ部幅14.5 m 、後円部高さ5 m 、総全長63 m 、前方部高さ3 m で、前方部が北向きであった。墳墓の周囲に幅約4 m 、深さ約0.6 m の濠があった。後円部には全長4.5 m の南西方向に開口した横穴式石室があり、玄室の長さは3.5 m 、幅2.2 m - 1.9 m 、高さは1.6 m 。
1928年の道路建設時には石室内から横矧板鋲留短甲、衝角付冑、肩甲、刀子、鉄矛2本、鉄鏃一束、管玉8個、ガラス丸玉226個、小玉161個、鉄器5個が出土し、別の場所からは馬具、四環鈴、石製杵、須恵器の大甕、大形器台片が採集されている。1978年の発掘調査では墳丘から古式須恵器と埴輪が出土している。
1979年9月4日に国の史跡に指定された。

## 交通
- 甘木観光バス「小田」バス停より徒歩6分。